# Генрих Юлий Брауншвейг-Вольфенбюттельский
Генрих Юлий Брауншвейг-Вольфенбюттельский (нем. Heinrich Julius von Braunschweig-Wolfenbüttel; 15 октября 1564, Гессен — 20 или 30 июля 1613, Прага) — герцог Брауншвейг-Вольфенбюттельский с 1589 года. Сын герцога Юлия Брауншвейг-Вольфенбюттельского и его супруги Гедвиги Бранденбургской, дочери курфюрста Иоахима II Гектора. Первый ректор протестантского Гельмштедтского университета, основанного его отцом.

## Биография
Проживая долгое время в Праге при императорском дворе, не без успеха посредничал между императором Рудольфом и его братом Матвеем, а также между католиками и протестантами.
Получив прекрасное образование, Генрих Юлий в совершенстве знал латинский, греческий и еврейский языки, был отличным юристом, архитектором и драматическим писателем. Его драмы (всего 11), в которых сказалось сильно английское влияние, изданы Голландом (в 1855 году в Штутгарте) и Титманном (в 1880 году в Лейпциге).
Похоронен в церкви Святой Марии в Вольфенбюттеле.

## Потомки
Генрих Юлиус был женат первым браком на принцессе Доротее Саксонской (1563—1587), дочери курфюрста Саксонии Августа:
- Доротея Гедвига (1587—1609), замужем за князем Рудольфом Ангальт-Цербстским (1576—1621).

Затем он был женат на принцессе Елизавете Датской (1573—1625), старшей дочери короля Дании Фредерика II:
- Фридрих Ульрих (1591—1634), герцог Брауншвейг-Вольфенбюттеля, женат на принцессе Анне Софии Бранденбургской (1598—1659)
- София Гедвига (1592—1642), замужем за князем Эрнстом Казимиром Нассау-Дицским (1573—1632)
- Елизавета (1593—1650), замужем за герцогом Августом Саксонским (1589—1615), затем за герцогом Иоганном Филиппом Саксен-Альтенбургским (1597—1639)
- Гедвига (1595—1650), замужем за герцогом Ульрихом Померанским (1589—1622)
- Доротея (1596—1643), замужем за маркграфом Кристианом Вильгельмом Бранденбургским (1587—1665)
- Генрих Юлиус (1597—1606)
- Кристиан (1599—1626), епископ Хальберштадтский
- Рудольф (1602—1616), епископ Хальберштадтский
- Генрих Карл (1609—1615), епископ Хальберштадтский
- Анна Августа (1612—1673), замужем за графом Георгом Людвигом Нассау-Дилленбургским (1618—1656)